# Грынь, Виргилиуш
Виргилиуш Грынь (пол. Wirgiliusz Gryń; 9 июня 1928 — 3 сентября 1986) — польский актёр театра, кино и телевидения.

## Биография
Виргилиуш Грынь родился в д. Мыдлице. Образование он получил в Государственной школе режиссёров непрофессиональных театров, которую окончил в 1952 году. Актёр театров в разных городах (Еленя-Гура, Калиш, Кошалин, Слупск, Гнезно, Зелёна-Гура, Познань, Лодзь). Выступал в спектаклях «театра телевидения» в 1969—1985 годах.
Умер в Варшаве. Похоронен на коммунальном кладбище Долы в Лодзи.

## Избранная фильмография
- 1963 — Где генерал? / Gdzie jest generał… — советский майор
- 1964 — Конец нашего света / Koniec naszego swiata — русский узник Освенцима
- 1964 — Вернись, Беата! / Beata
- 1967 — Житие Матеуша / Żywot Mateusza
- 1967 — Юлия, Анна, Геновефа... / Julia, Anna, Genowefa — Владек Шимгала
- 1969 — Приключения канонира Доласа, или Как я развязал Вторую мировую войну / Jak rozpętałem drugą wojnę światową — Юзек Крыска
- 1970 — Ловушка / Pułapka — полковник Карч
- 1970 — Колумбы / Kolumbowie (только в 3-й серии)
- 1971 — Эпидемия / Zaraza
- 1971 — Как далеко отсюда, как близко / Jak daleko stąd, jak blisko
- 1972 — Свадьба / Wesele — Якуб Шеля
- 1973 — Большая любовь Бальзака / Wielka miłość Balzaka (только в 1-й серии)
- 1973 — Дорога / Droga
- 1974 — Весна, пан сержант! / Wiosna panie sierżancie — Казаков, советский солдат
- 1974 — Первый правитель / Gniazdo — Жегота
- 1974 — Потоп / Potop — Збышко
- 1974 — Самый важный день жизни / Najważniejszy dzień życia
- 1975 — Грех Антония Груды / Grzech Antoniego Grudy
- 1975 — Игроки / Hazardziści
- 1976 — Лозунг / Hasło
- 1976 — Далеко от шоссе / Daleko od szosy
- 1977 — Шарада / Szarada
- 1977 — Танцующий ястреб / Tańczący jastrząb
- 1977 — Кукла / Lalka (только в 8-й серии)
- 1977 — Все и никто / Wszyscy i nikt
- 1978 — Дьявол / Bestia — Липковский, отец Анны
- 1978 — Кошки это сволочи / Koty to dranie — ассенизатор
- 1978 — Убежище / Azyl
- 1978 — Мёртвые бросают тень / Umarli rzucają cień
- 1979 — Ария для атлета / Aria dla atlety
- 1980 — Мельница Левина / Levins Mühle
- 1980 — Точки соприкосновения / Czułe miejsca
- 1981 — Лимузин Даймлер-Бенц / Limuzyna Daimler-Benz
- 1981 — Болдын / Bołdyn — генерал Болдын
- 1984 — Ультиматум / Ultimatum
- 1984 — Хозяин на Жулавах / Pan na Żuławach
- 1986 — Время надежды / Czas nadziei
- 1987 — Баллада о Янушике / Ballada o Januszku

## Признание
- 1979 — Золотой крест Заслуги.
- 1983 — Награда Министерства национальной обороны ПНР.